# Mistrovství světa v zápasu ve volném stylu 2009
Mistrovství světa v zápase ve volném stylu 2009 se uskutečnilo v Herningu Dánsko od 21. do 27. září 2009. 

## Výsledky

### Volný styl muži
| Kategorie | Zlato               | Stříbro                  | Bronz             | Bronz             |
| --------- | ------------------- | ------------------------ | ----------------- | ----------------- |
| 55 kg     | Jang Kjong-il       | Sezar Akgül              | Rizvan Gadzhiev   | Viktor Lebeděv    |
| 60 kg     | Besik Kuduchov      | Zelimkhan Huseynov       | Dilshod Mansurov  | Vasyl Fedoryšyn   |
| 66 kg     | Mahdí Tagáví        | Rasul Dzhukayev          | Tacuhiro Jonemicu | Leonid Spiridonov |
| 74 kg     | Děnis Carguš        | Čamsulvara Čamsulvarajev | Ramesh Kumar      | Sádeg Gúdarzí     |
| 84 kg     | Zaurbek Sochijev    | Jake Herbert             | Ibragim Aldatov   | Šarif Šarifov     |
| 96 kg     | Chadžimurat Gacalov | Chetag Gozjumov          | Serhat Balcı      | Giorgi Gogšelidze |
| 120 kg    | Bilal Machov        | Fardin Masoumi           | Janis Arzumanidis | Tervel Dlagnev    |

### Volný styl ženy
| Kategorie | Zlato             | Stříbro            | Bronz              | Bronz                |
| --------- | ----------------- | ------------------ | ------------------ | -------------------- |
| 48 kg     | Marija Stadnyková | Lorisa Ooržaková   | So Sim-hyang       | Lyudmyla Balushka    |
| 51 kg     | Sofia Mattssonová | Han Kum-ok         | Oleksandra Kohut   | Yuri Kai             |
| 55 kg     | Saori Jošidaová   | Sona Ahmadli       | Alena Filipava     | Tonya Verbeeková     |
| 59 kg     | Yuliya Ratkevich  | Agata Pietrzyk     | Marianna Sastinová | Hanna Vasylenko      |
| 63 kg     | Mio Nishimaki     | Ljubov Volosovová  | Jelena Šalyginová  | Justine Bouchard     |
| 67 kg     | Martine Dugrenier | Yulia Bartnovskaya | Ifeoma Iheanacho   | Badrakhyn Odonchimeg |
| 72 kg     | Qin Xiaoqing      | Ochirbatyn Burmaa  | Maider Unda        | Stanka Zlatevová     |

## Týmové hodnocení
| Pořadí | Muži volný styl | Muži volný styl | Ženy volný styl | Ženy volný styl |
| Pořadí | Tým             | Body            | Tým             | Body            |
| ------ | --------------- | --------------- | --------------- | --------------- |
| 1      | Rusko           | 63              | Ázerbájdžán     | 42              |
| 2      | Ázerbájdžán     | 48              | Japonsko        | 37              |
| 3      | Írán            | 40              | Kanada          | 37              |
| 4      | Turecko         | 27              | Ukrajina        | 35              |
| 5      | Ukrajina        | 23              | Rusko           | 27              |
| 6      | Bělorusko       | 21              | USA             | 24              |
| 7      | USA             | 19              | Mongolsko       | 19              |
| 8      | Uzbekistán      | 18              | Severní Korea   | 17              |
| 9      | Gruzie          | 14              | Kazachstán      | 17              |
| 10     | Indie           | 14              | Čína            | 16              |